# Moggridgea pallida
Moggridgea pallida är en spindelart som beskrevs av Hewitt 1914. Moggridgea pallida ingår i släktet Moggridgea och familjen Migidae.
Artens utbredningsområde är Namibia. Inga underarter finns listade i Catalogue of Life.